# إبيكارموس
إبيكارموس (بالإغريقية: Ἐπίχαρμος) يعتقد بأنه عاش في فترة المائة عام بين 540-450 ق.م تقريباً. كان كاتباً مسرحياً وفيلسوفاً يونانياً. يعود له الفضل في كثير من الأحيان باعتباره الكاتب الهزلي الأول، بعد أن أنشأ الكوميديا الدوريسية أو الصقلية.

## روابط خارجية
- إبيكارموس على موقع الموسوعة البريطانية (الإنجليزية)
- إبيكارموس على موقع إن إن دي بي (الإنجليزية)